# Eoscansor cobrensis
Eoscansor cobrensis — вид пелікозаврів родини варанопсеїди (Varanopidae). Вид існував наприкінці кам'яновугільного періоду на території Північної Америки. Скам'янілі рештки ящера знайдені на місці колишніх мідних рудників El Cobre Canyon на півночі Нью-Мексико.

## Опис
Плазун завдовжки 24,5 сантиметра і вагою 58,3 грама. Зуби свідчать про комахоїдний раціон. Невеликий розмір і кінцівки хвапального типу, означають, що E. cobrensis був дуже спритним і, ймовірно, лазив по деревах.